# گاستون اودیه
گاستون اودیه (فرانسوی: Gaston Audier‎; ۲۷ فوریهٔ ۱۹۱۳ – ۱۷ ژوئن ۲۰۰۳) دوچرخه‌سوار اهل فرانسه بود.